# Государство в государстве
Госуда́рство в госуда́рстве (лат. imperium in imperio) или глуби́нное госуда́рство (англ. deep state, тур. derin devlet) — политический термин, обозначающий группу должностных лиц, которая (мнимо или на самом деле) ведёт себя нелояльно по отношению к правительству своей страны и/или подчиняется только своим собственным законам.

## Систематизация
Обвинение в формировании государства в государстве чаще всего (но не всегда) предъявляется в отношении следующих групп лиц:
- национальные и иные меньшинства;
- части государственного аппарата, такие как армия, секретные службы или другие силовые службы;
- группы, объединённые общими интересами, такие как корпорации, профсоюзы или иные объединения;
- преступные сообщества.

### Истеблишмент
Непосредственно  власть имущие, правящие круги — политическая элита, руководящая государственными институтами, может формировать глубинное государство данного типа.

### Части государственного аппарата
Также и гражданские государственные чины — чиновники, судьи, парламентарии и другие — часто подлежат лишь косвенному общественному контролю (см. также Прозрачность). Тем самым эти лица легко подвергаются упрёку в том, что, представляя государство, они действуют в собственных интересах, то есть образуют государство в государстве. К примеру, Бернт Энгельманн видел в чиновничестве государство в государстве.
Армия и разведывательные службы в силу их закрытости часто попадают под подозрение в формировании государства в государстве. В то время, как в демократических государствах секретные службы (по меньшей мере частично) контролируются государством, например, в Германии — со стороны Парламентской контрольной комиссии, при диктаторских режимах их деятельность сознательно оставляется вне парламентского контроля. Так, например, Георгий Попов говорит о ЧК как о государстве в государстве . Кристина Вилькенинг описывала понятием «государство в государстве» методы работы Штази в социалистической Германии. Секретные службы США рассматриваются рядом современных авторов как государство в государстве.
Армия часто воспринимается в качестве «государства в государстве», если под влиянием организационных и личностных установок и правил она принимает на себя автономную общественно-политическую роль, перестаёт рассматривать себя как часть гражданского общества и воспринимается как самостоятельный силовой фактор с собственными интересами и политическими целями. Например, рейхсвер, приобретя собственную юрисдикцию под верховным командованием рейхспрезидента, стал государством в государстве.

### Национальные, этнические и религиозные меньшинства
Национальные, этнические или религиозные меньшинства часто обвиняются в том, что они образуют государство в государстве. В истории это обвинение часто предъявлялось евреям. Ещё одним примером были немцы в Чехословакии в межвоенное время.
Американский чернокожий писатель Саттон Элберт Григгс опубликовал в 1899 году роман под названием «Государство в государстве», в котором чёрные граждане США образуют собственное государство в составе Соединённых Штатов

### Объединения, представляющие общие интересы
Объединения, представляющие интересы своих членов (преимущественно объединения предпринимателей и профсоюзы) часто обвинялись в том, что они являются государством в государстве. В 1903 году американский профсоюзный деятель Даниэль де Леон описывал железнодорожные предприятия как «imperium in imperio». Ганс Штадлер полагал, что профсоюзы — государство в государстве, стремящееся захватить власть.
Мануэла Машке описывает историю израильского профсоюза Гистадрут как зачатки государства в государстве.
Во многих центрально- и южноамериканских государствах в качестве государства в государстве рассматривалась United Fruit Company — из-за её монопольного положения и экономической мощи, часто превышавшей экономическую силу стран, в которых она действовала.

## Примеры по странам

### Германия
Во времена нацизма НСДАП и СС являлись, по сути, государством в государстве.

### Израиль
Разведывательная служба Моссад иногда характеризуется как «государство в государстве».

### Испания
До гражданской войны в 1936-1939 годах консервативные военные силы фактически представляли из себя государство в государстве. Это споспособствовало поражению в испано-американской войне и большим потерям в Рифской войне с Марокко.

### Ливан
С середины 1970-х до начала 1990-х годов отдельные группировки (как, например, ООП и Хезболла), создали государство в государстве на территории Ливана.

### Пакистан
Вооружённые силы Пакистана и военная разведка ISI часто рассматриваются как государство в государстве.

### Россия
Начиная с 1870-х годов евреи в России часто обвинялись в образовании государства в государстве. Известность в качестве антигосударственной элиты получил ЦК КПСС, а также часть номенклатуры.
Нередко роль государства в государстве в российских реалиях отводится спецслужбам и органам политического сыска наподобие КГБ или ФСБ.

### Турция
В турецком языке для обозначения этого явления используется термин «глубинное государство» (тур. derin devlet). Под глубинным государством понимают сплетение секретных служб, политиков, юристов, чиновников и организованной преступности (в особенности отрядов убийц). Дискуссия вокруг этого явления разгорелась после так называемого Сусурлукского скандала 1996 года, но началась уже в 1970-е годы, когда публике стали известны такие понятия, как Контргерилья и Специальный департамент по ведению войны (тур. Özel Harp Dairesi). В последние годы стало чаще появляться упоминание о секретной службе Jandarma (тур. Jandarma Genel Komutanlığı, сокращённо JITEM) в связи с организацией неофициальных мероприятий против турецкой оппозиции (включая внесудебные казни) — например, эпизод в Шемдинли (провинция Хаккяри) 10 ноября 2005 года, в котором участвовали перебежчик из РПК и два сотрудника Jandarma.

### Швейцария
Термин государство в государстве часто упоминался применительно к практике политической полиции Швейцарии после так называемого «картотечного скандала» (нем. Fichenskandal) в 1989—1990 годах.

### Франция
Одним из известных примеров, когда религиозному меньшинству удалось создать по сути государство в государстве, является Нантский эдикт, уравнявший гугенотов в правах с католиками и позволивший гугенотам сохранить за собой 200 крепостей.

### США
См. Глубинное государство (США).